# 파나마 공공부대

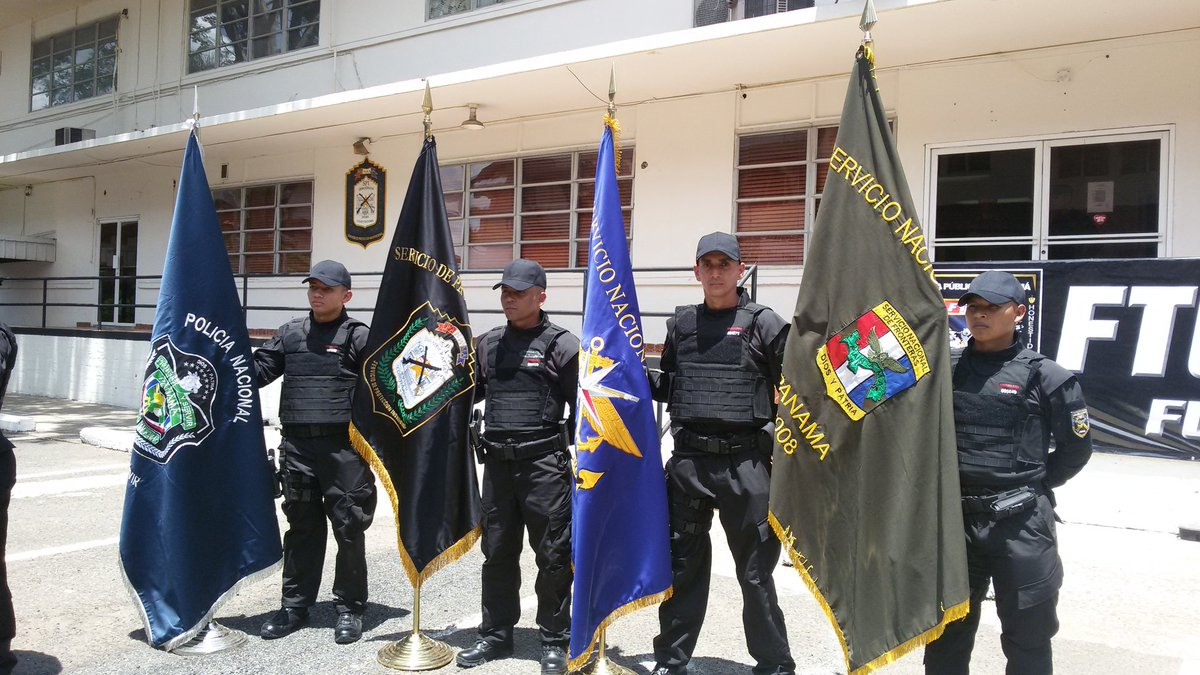

파나마 공화국 공공부대(스페인어: Fuerza Pública de la República de Panamá)는 폐지된 군대를 대신하여 파나마의 국방을 담당하기 위해 창설된 경찰의 직속부대로서, 운용되고 있다.

## 같이 보기
- 코스타리카 공공부대
- 공공부대